# Manuel Duque
Manuel Vicente de Jesús Duque Vásquez (Cartagena de Indias, 14 de noviembre de 1967), conocido como Manolo Duque, es un periodista, locutor y político colombiano. Alcalde suspendido de Cartagena, desde 2016. Fue elegido bajo las toldas del Movimiento Ciudadano "Primero la Gente".
El 2 de agosto de 2017 fue capturado por la Fiscalía y se le imputaron los delitos de concierto para delinquir, tráfico de influencias de servidor público, cohecho por dar u ofrecer en concurso homogéneo sucesivo.

## Biografía
Manuel Duque nació en Cartagena de Indias en 1967, es hijo de Manuel Vicente Duque Parada y Yolanda Vásquez Cantillo. Estudió en el Colegio Salesiano San Pedro Claver. A los diecisiete años se fue Bogotá, a la Universidad Externado de Colombia, a formarse como comunicador social y periodista. Terminó sus estudios en 1990. En Caracol Radio, guiado por Alberto Piedrahíta Pacheco, quien le bautizó como Manolo, dio sus primeros pasos como periodista.
En 1991, regresó a Cartagena motivado por su pasión por el béisbol y el boxeo. Ese mismo año empezó a trabajar en el programa Informadores del Deporte junto a Melanio Porto Ariza y Humberto González Kergueléin. Su trabajo en la televisión comenzó en 1992, en Noticaribe, noticiero del canal Telecaribe. Luego de un par de años pasó a laborar en Los Dueños del Balón. dirigido por RCN Radio. En 1998 ingresó en el diario El Heraldo como redactor en la sección deportiva. En 2016 se convierte en alcalde de Cartagena tras dejar su trayectoria como periodista y vencer a su principal contrincante, el exconcejal Quinto Guerra.